# جایزه آبل
جایزهٔ آبل (به انگلیسی: Abel Prize) جایزه‌ای است بین‌المللی که هر ساله توسط شاه نروژ به یک یا چند ریاضی‌دان که کار ارزنده‌ای در ریاضیات انجام داده باشد، داده می‌شود.
این جایزه که به افتخار ریاضیدان نروژی نیلس هنریک آبل (۱۸۲۹–۱۸۰۲) نامگذاری شده در سال ۲۰۰۱ توسط دولت نروژ بنیان‌گذاری شد جایزهٔ مکملی برای جایزه هولبرگ است که در علوم انسانی داده می‌شود. جایزه نقدی آن ۶ میلیون کرون نروژ (معادل ۶۲۰٬۰۰۰ یورو یا ۷۰۰٬۰۰۰ دلار) است.
مراسم اعطای جایزه در آتریوم دانشکده حقوق دانشگاه اسلو، جایی که از سال ۱۹۴۷ تا ۱۹۸۹ در آن جایزه صلح نوبل داده می‌شد، برگزار می‌شود. هیئت مدیره جایزه یک سمپوزیوم آبل هم بنیانگذاری کرده‌اند که توسط انجمن ریاضیات نروژ اداره می‌شود.
اغلب جایزه آبل را به عنوان جایزه نوبل ریاضیات توصیف می‌کنند.
تأسیس این جایزه اولین بار توسط ریاضیدان نروژی سوفوس لی (۱۸۴۲–۱۸۹۹) هنگامی که او مطلع شد تصمیم آلفرد نوبل بر دادن جایزه‌ای سالانه شامل ریاضیات نخواهد شد در سال ۱۸۹۹پیشنهاد شد. مرگ لی وقفه‌ای در تأسیس جایزه ایجاد کرد و تلاش اسکار دوم برای تأسیس آن در سال ۱۹۰۲ ناموفق بود و این کار به علت بی‌نتیجه بودن مذاکرات اتحاد سوئد و نروژ در سه سال بعد پیچیده‌تر شد.
جایزه آبل در ۱ ژانویه ۲۰۰۲ تأسیس شد. هدف این است که جایزه هابل را برای کارهای علمی برجسته در زمینه ریاضیات اعطا کند. مبلغ جایزه ۷٬۵ میلیون کرون نروژ است و برای اولین بار در ۳ ژوئن ۲۰۰۳ اهدا شد.
این جایزه از طرف آکادمی علوم و ادبیات نروژ اعطا می‌شود که کمیته ای هابلی متشکل از پنج ریاضی‌دان را برای بررسی نامزدهای معرفی شده و ارائه پیشنهاد برای برنده شایسته هابیل تعیین کرده‌است

## تاریخچه
این جایزه اولین بار در ۱۸۹۹ میلادی، به عنوان بخشی از جشن صدمین سالگی تولد نیلس هنریک آبل در ۱۸۰۲ میلادی پیشنهاد شد. ریاضیدان نروژی، سوفوس لی هنگامی که متوجه شد برنامه سالانه آلفرد نوبل شامل جایزه‌ای برای ریاضیات نیست، پیشنهاد نمود که جایزه‌ای به نام «جایزه آبل» تأسیس گردد. پادشاه اسکار دوم علاقه‌مند بود که یک جایزه ریاضیاتی را در ۱۹۰۲ میلادی تأمین مالی نماید و در پی آن ریاضیدانانی چون لودویگ سیلو و کارل استورمر اساسنامه‌ها و قوانینی برای این جایزه پیشنهادی مطرح نمودند. با این حال نفوذ لی پس از مرگش کاهش یافته و انحلال اتحاد بین سوئد و نروژ در ۱۹۰۵ میلادی، اولین تلاش‌ها برای ایجاد جایزه نوبل را خاتمه داد.

## برگزیدگان
| سال  | برگزیده(ها)       | تصویر                      | مؤسسه(ها)                                      | تقدیرنامه |
| ---- | ----------------- | -------------------------- | ---------------------------------------------- | --- |
| ۲۰۰۳ | ژان-پی‌یر سر       | Jean-Pierre Serre          | کلژ دو فرانس                                   | «به خاطر ایفای نقش کلیدی در شکل دهی به فرم مدرن بسیاری از بخش‌های ریاضیات شامل توپولوژی، هندسه جبری و نظریه اعداد.»                                         |
| ۲۰۰۴ | مایکل عطیه        | Michael Atiya              | دانشگاه ادینبرو دانشگاه کمبریج                 | «به خاطر کشف و اثبات قضیه اندیس، کنار هم آوردن توپولوژی، هندسه و آنالیز، و نقش برجسته شان در ساخت پل‌های جدید بین ریاضیات و فیزیک نظری.»                    |
| ۲۰۰۴ | ایسادور سینگر     | Isadore Singer             | مؤسسه فناوری ماساچوست دانشگاه کالیفرنیا، برکلی | «به خاطر کشف و اثبات قضیه اندیس، کنار هم آوردن توپولوژی، هندسه و آنالیز، و نقش برجسته شان در ساخت پل‌های جدید بین ریاضیات و فیزیک نظری.»                    |
| ۲۰۰۵ | پیتر لکس          | Peter Lax                  | مؤسسهٔ کورانت (NYU)                             | «به خاطر خدمات عظیمش به نظریه و کاربرد معادلات با مشتقات جزئی و محاسبه جواب‌هایشان.»                                                                        |
| ۲۰۰۶ | لنارت کارلسون     | Lennart Carleson           | مؤسسه سلطنتی فناوری کی‌تی‌اچ                     | «به خاطر خدمات ژرف و بدوی او به آنالیز هارمونیک و نظریه سیستم‌های دینامیکی هموار.»                                                                          |
| ۲۰۰۷ | سرینیواسا وارادان | S. R. Srinivasa Varadhan   | مؤسسه کورانت (NYU)                             | «به خاطر خدمات بنیادین او به نظریه احتمالات، به خصوص برای ساخت نظریه یکپارچه ای از انحراف بزرگ.»                                                           |
| ۲۰۰۸ | جان تامپسون       | John Griggs Thompson       | دانشگاه فلوریدا                                | «برای دستاوردهای برجسته در جبر، بخصوص به خاطر شکل دهی نظریه گروه‌های مدرن.»                                                                                 |
| ۲۰۰۸ | ژاک تیتس          | Jacques Tits               | کلژ دو فرانس                                   | «برای دستاوردهای برجسته در جبر، بخصوص به خاطر شکل دهی نظریه گروه‌های مدرن.»                                                                                 |
| ۲۰۰۹ | میخائیل گروموف    | Mikhail Leonidovich Gromov | مؤسسه مطالعات علمی پیشرفته و مؤسسه کورانت      | «به خاطر خدمات انقلابی او به هندسه.» |
| ۲۰۱۰ | جان تیت           | John Tate                  | دانشگاه تگزاس در آستین                         | «به خاطر اثر وسیع و دیرپایش بر روی نظریه اعداد.» |
| ۲۰۱۱ | جان میلنور        | John Milnor                | دانشگاه استونی بروک                            | «به خاطر کشفیات پیشتاز او در توپولوژی، هندسه و جبر.» |
| ۲۰۱۲ | اندره سمریدی      | Endre Szemeredi            | مؤسسه آلفرد رینی و دانشگاه راتگرز              | «به خاطر خدمات بنیادین او به ریاضیات گسسته و علوم کامپیوتر نظری و شناخته شدن برجسته بودن و ماندنی بودن این خدمات بر روی نظریه جمعی اعداد و نظریه ارگودیک.» |
| ۲۰۱۳ | پی‌یر دلین         | Pierre Deligne             | مؤسسه مطالعات پیشرفته                          | «به خاطر خدمات بدوی او به هندسه جبری و اثرات دگرگون کننده اش بر روی نظریه اعداد، نظریه نمایش و زمینه‌های مرتبط.»                                            |
| ۲۰۱۴ | یاکوف سینایی      | Yakov G Sinai              | دانشگاه پرینستون و مؤسسه فیزیک نظری لانداو     | «به خاطر خدمات بنیادین او به سیستم‌های دینامیکی، نظریه ارگودیک و ریاضی فیزیک.»                                                                              |
| ۲۰۱۵ | جان فوربز نش      | John Forbes Nash Jr.       | دانشگاه پرینستون                               | «به خاطر خدمات مؤثر و بدوی به نظریه معادلات و مشتقات جزئی غیر خطی و کاربردهایش در آنالیز هندسی.»                                                           |
| ۲۰۱۵ | لوئیس نیرنبرگ     | Louis Nirenberg            | مؤسسهٔ کورانت (NYU)                             | «به خاطر خدمات مؤثر و بدوی به نظریه معادلات و مشتقات جزئی غیر خطی و کاربردهایش در آنالیز هندسی.»                                                           |
| ۲۰۱۶ | اندرو وایلز       | Andrew Wiles               | دانشگاه آکسفورد                                | «به خاطر اثبات حیرت‌آور او از قضیه آخر فرما به کمک حدس مدولاریتی برای خم‌های بیضوی نیمه-پایا، که عصر جدیدی را در نظریه اعداد آغاز کرد.»                      |
| ۲۰۱۷ | ایو میر           | Yves Meyer                 | مدرسه عالی نرمال پاریس-ساکلای                  | «به خاطر نقش محوری اش در توسعه نظریه ریاضیاتی امواج.» |
| ۲۰۱۸ | رابرت لانگلندز    | Robert Langlands           | مؤسسه مطالعات پیشرفته                          | «به خاطر برنامه رؤیایی اش که نظریه نمایش را به نظریه اعداد مرتبط می‌سازد.»                                                                                  |
| ۲۰۱۹ | کرن اولنبک        | Karen Uhlenbeck            | دانشگاه تگزاس در آستین                         | «به خاطر دستاوردهای پیشتازانه او در هندسی، نظریه پیمانه ای و سیستم‌های انتگرال پذیر، و به خاطر اثر بنیادین کار او بر روی آنالیز، هندسه و ریاضی-فیزیک.»      |
| ۲۰۲۰ | هیل فورستنبرگ     | Hillel (Harry) Furstenberg | دانشگاه عبری اورشلیم                           | «پیشگامی در استفاده از روش‌های احتمالاتی و دینامیک در نظریه گروه‌ها، نظریه اعداد و ترکیبیات.»                                                                |
| ۲۰۲۰ | گریگوری مارگولیس  | Grigory Margulis           | دانشگاه ییل                                    | «پیشگامی در استفاده از روش‌های احتمالاتی و دینامیک در نظریه گروه‌ها، نظریه اعداد و ترکیبیات.»                                                                |
| ۲۰۲۱ | لاسلو لوواس       | Laszlo Lovasz              | دانشگاه اوتووش لوراند                          | «به دلیل مشارکت‌های بنیادینشان در علوم کامپیوتر نظری و ریاضیات گسسته و همچنین نقش پیشرویشان در شکل‌دهی این حوزه‌ها به زمینه‌های مرکزی در ریاضیات مدرن.»        |
| ۲۰۲۱ | آوی ویگدرسون      | Avi Wigerson               | مؤسسه مطالعات پیشرفته                          | «به دلیل مشارکت‌های بنیادینشان در علوم کامپیوتر نظری و ریاضیات گسسته و همچنین نقش پیشرویشان در شکل‌دهی این حوزه‌ها به زمینه‌های مرکزی در ریاضیات مدرن.»        |
| ۲۰۲۲ | دنیس سالیوان      | Dennis Sullivan            | دانشگاه استونی بروک و مرکز فارغ‌التحصیلی CUNY   | «به دلیل مشارکت‌های خلاقانه‌اش در توپولوژی در وسیع‌ترین معنای خود و بخصوص جنبه‌های جبری، هندسی و دینامیکی آن.»                                                 |